# The Blue Danube (film, 1928)
Pour les articles homonymes, voir The Blue Danube.
The Blue Danube est un film américain réalisé par Paul Sloane, sorti en 1928.

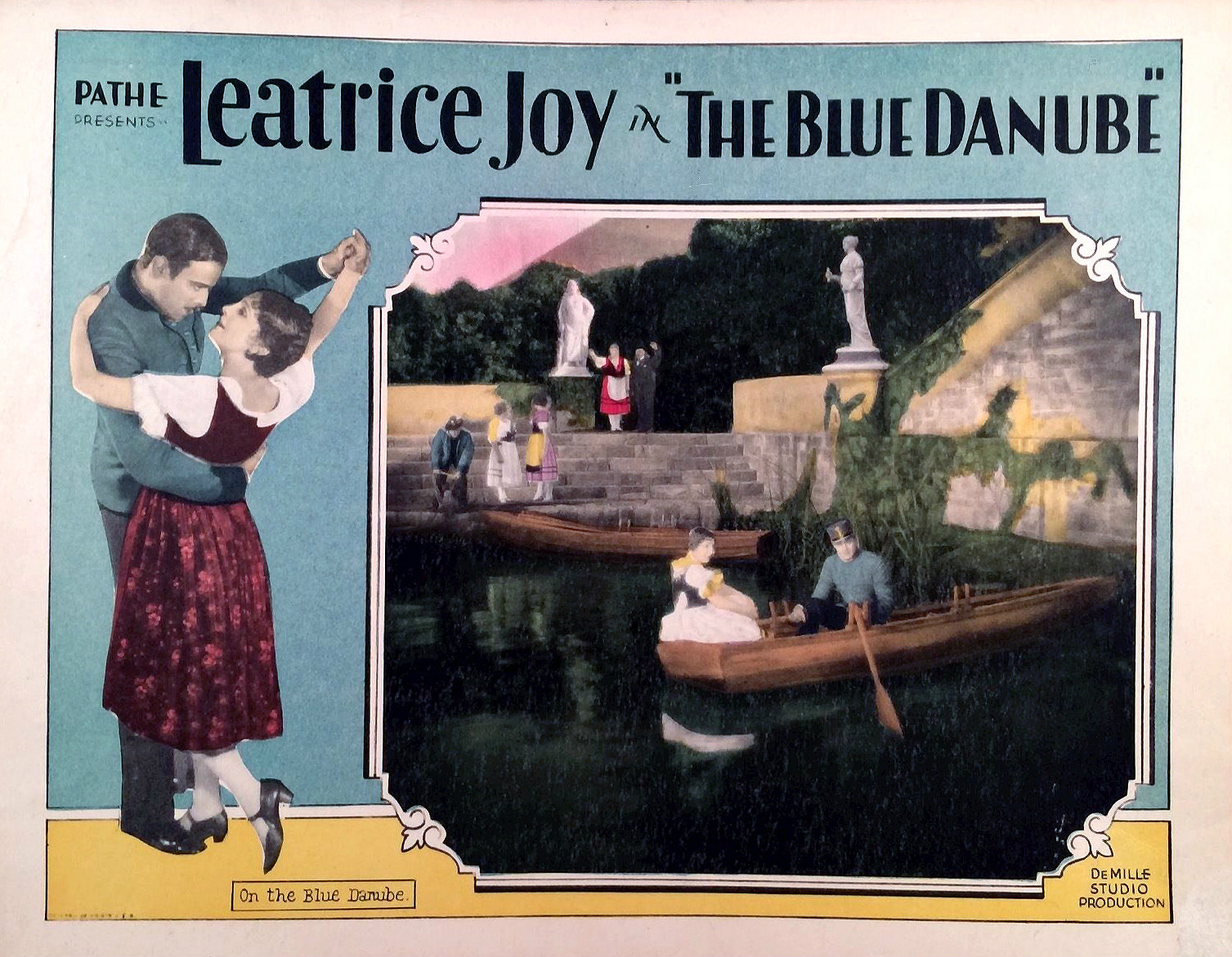
Carte promotionnelle du film.

Étant donné la baisse d'intérêt du public à l'époque pour les films muets, une version sonore été produite. Elle n'a pas de dialogues audibles, mais consiste en une bande sonore musicale synchronisée avec des effets sonores, utilisant à la fois le procédé sound-on-disc et sound-on-film.

## Synopsis
Une histoire romantique se déroule en Autriche, pendant et après la Première Guerre mondiale. Les amants, un aristocrate pauvre et la modeste fille d'un aubergiste, sont séparés par la jalousie et la cupidité de leur entourage.

## Fiche technique
- Réalisation : Paul Sloane
- Scénario : Harry Carr, Paul Sloane d'après une histoire de John Farrow
- Intertitres : John W. Krafft, Edwin Justus Mayer
- Producteurs : Cecil B. DeMille, Ralph Block
- Photographie : Arthur C. Miller
- Montage : Margaret Darrell
- Distributeur : Pathé Exchange
- Durée : 7 bobines
- Date de sortie : 11 mars 1928

## Distribution
- Leatrice Joy : Marguerite
- Joseph Schildkraut : Ludwig
- Nils Asther : Erich von Statzen
- Seena Owen : Helena Boursch
- Albert Gran : Herr Bourscch
- Frank Reicher : Baron
- May Robson
- Edna Mae Cooper
- Oliver Eckhardt : Fritz

## Musique
La bande sonore du film comporte un thème musical intitulé Moonlight on the Danube, composé par Byron Gay.

## Statut du film
Une copie du film est conservée à la Bibliothèque du Congrès, aux Archives Du Film Du CNC(Bois d'Arcy), et au BFI National Film And Television Archive,.